# CEMAC Cup
Der CEMAC Cup (frz.: Coupe de la CEMAC) war ein Fußballwettbewerb für die sechs Nationalmannschaften aus den Ländern der Zentralafrikanischen Wirtschafts- und Währungsgemeinschaft (Communauté économique monétaire de l'Afrique Centrale – CEMAC). Bis 1990 wurde der Wettbewerb unter der Bezeichnung UDEAC Cup (Union Douanière et Economique des Etats de l'Afrique Centrale) ausgetragen.
Folgende Mannschaften waren für das Turnier startberechtigt: Äquatorialguinea, Gabun, Kamerun, Republik Kongo, Tschad und die Zentralafrikanische Republik.
Das Turnier ist nicht zu verwechseln mit dem lediglich einmal ausgetragenen UNIFFAC Cup, der in der Union des Fédérations du Football d’Afrique Centrale (UNIFFAC) organisierten acht Nationalmannschaften Zentralafrikas.

## Die Turniere im Überblick
| Jahr         | Gastgeber                    | Finale                       | Finale           | Finale                       | Spiel um Platz 3             | Spiel um Platz 3 | Spiel um Platz 3             |
| Jahr         | Gastgeber                    | Sieger                       | Ergebnis         | 2. Platz                     | 3. Platz                     | Ergebnis         | 4. Platz                     |
| UDEAC Cup    | UDEAC Cup                    | UDEAC Cup                    | UDEAC Cup        | UDEAC Cup                    | UDEAC Cup                    | UDEAC Cup        | UDEAC Cup                    |
| ------------ | ---------------------------- | ---------------------------- | ---------------- | ---------------------------- | ---------------------------- | ---------------- | ---------------------------- |
| 1984 Details | Republik Kongo               | Kamerun                      | 2:2, 5:4 i. E.   | VR Kongo                     | Zentralafrikanische Republik | 2:2, 8:7 i. E.   | Gabun                        |
| 1985 Details | Gabun                        | Gabun                        | 3:0              | VR Kongo                     | Kamerun                      | 2:1              | Tschad                       |
| 1986 Details | Äquatorialguinea             | Kamerun                      | 4:1              | Tschad                       | VR Kongo                     | Gabun zog zurück | Gabun                        |
| 1987 Details | Tschad                       | Kamerun                      | 1:0              | Tschad                       | Gabun                        | 0:0, 4:3 i. E.   | Äquatorialguinea             |
| 1988 Details | Kamerun                      | Gabun                        | 1:0              | Kamerun                      | VR Kongo                     | 3:0              | Zentralafrikanische Republik |
| 1989 Details | Zentralafrikanische Republik | Kamerun                      | 2:1              | Zentralafrikanische Republik | Gabun                        | 2:0              | Tschad                       |
| 1990 Details | Republik Kongo               | VR Kongo                     | 2:1              | Kamerun                      | Tschad                       | 2:1              | Gabun                        |
| CEMAC Cup    |                              |                              |                  |                              |                              |                  |                              |
| 2003 Details | Republik Kongo               | Kamerun (Amat.)              | 3:2              | Zentralafrikanische Republik | Republik Kongo               | 1:0              | Gabun                        |
| 2005 Details | Gabun                        | Kamerun (Amat.)              | 1:0              | Tschad                       | Gabun                        | 2:1              | Republik Kongo               |
| 2006 Details | Äquatorialguinea             | Äquatorialguinea             | 0:0, 4:2 i. E.   | Kamerun (Amat.)              | Gabun                        | 2:2, 7:6 i. E.   | Tschad                       |
| 2007 Details | Tschad                       | Republik Kongo               | 1:0              | Gabun                        | Tschad                       | 1:0 n. V.        | Zentralafrikanische Republik |
| 2008 Details | Kamerun                      | Kamerun                      | 3:0              | Republik Kongo               | Zentralafrikanische Republik | 2:0              | Tschad                       |
| 2009 Details | Zentralafrikanische Republik | Zentralafrikanische Republik | 3:0              | Äquatorialguinea             | Tschad                       | 2:1              | Gabun                        |
| 2010 Details | Republik Kongo               | Republik Kongo               | 1:1, 9:8 i. E.   | Kamerun                      | Zentralafrikanische Republik | 3:2              | Tschad                       |
| 2011 Details | Gabun                        | Turnier abgesagt             | Turnier abgesagt | Turnier abgesagt             | Turnier abgesagt             | Turnier abgesagt | Turnier abgesagt             |
| 2013 Details | Gabun                        | Gabun                        | 2:0              | Zentralafrikanische Republik | Republik Kongo               | 3:2              | Kamerun                      |
| 2014 Details | Äquatorialguinea             | Tschad                       | 3:2              | Republik Kongo               | Kamerun                      | 0:0, 7:6 i. E.   | Äquatorialguinea             |